# Barsham (Norfolk)
Barsham is een civil parish in het bestuurlijke gebied North Norfolk, in het Engelse graafschap Norfolk met 232 inwoners.